# Α,β-nenasycené karbonylové sloučeniny

Obecný strukturní vzorec α,β-nenasycené karbonylové sloučeniny

α,β-Nenasycené karbonylové sloučeniny jsou organické sloučeniny odpovídající obecnému vzorci (O=CR)−Cα=Cβ-R. Patří mezi ně například enony (nenasycené ketony) a enaly (nenasycené aldehydy). Karbonylové skupiny těchto sloučenin jsou konjugované s alkenovými. Oproti karbonylům neobsahujícím násobné vazby jsou α,β-nenasycené karbonylové sloučeniny náchylné k nukleofilním atakům na β-uhlíku; tento druh reaktivity se označuje jako vinylogie. Příklady α,β-nenasycených karbonylů mohou být akrolein (propenal), mesityloxid, kyselina akrylová a kyselina maleinová.
V laboratořích je lze připravit aldolovými nebo Perkinovými reakcemi.

## Rozdělení
Existuje několik tříd α,β-nenasycených karbonylových sloučenin, rozdělených podle povahy ketonových či aldehydových skupin:

Mateřské α,β-nenasycené karbonyly
methylvinylketon, nejjednodušší α,β-nenasycený keton
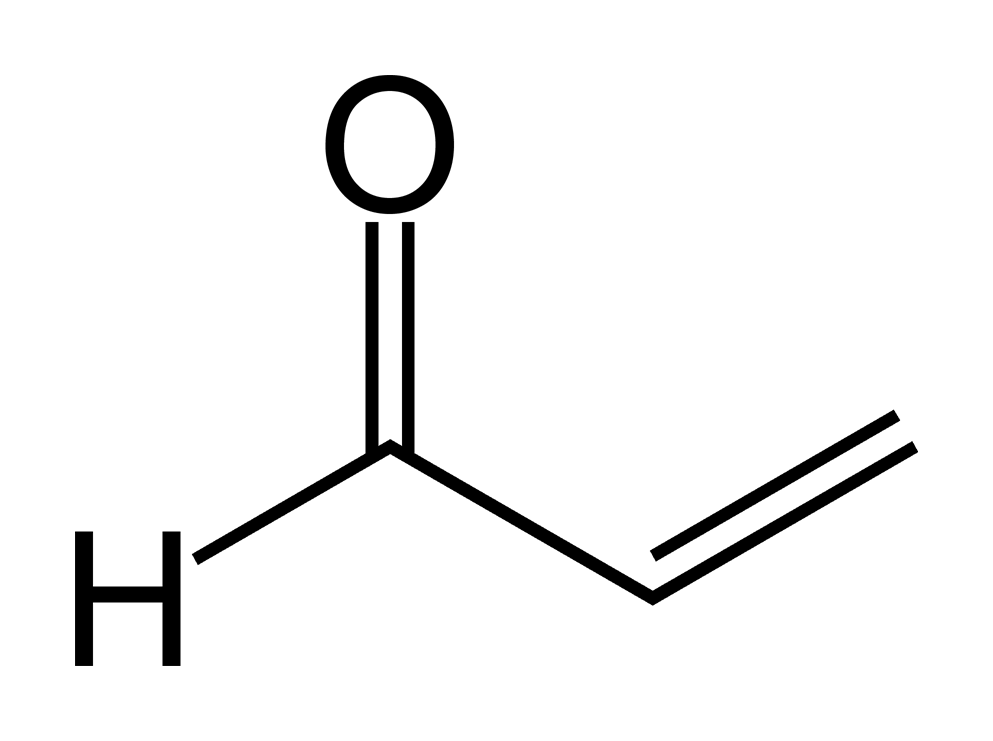
akrolein, nejjednodušší α,β-nenasycený aldehyd
methylakrylát, α,β-nenasycený ester
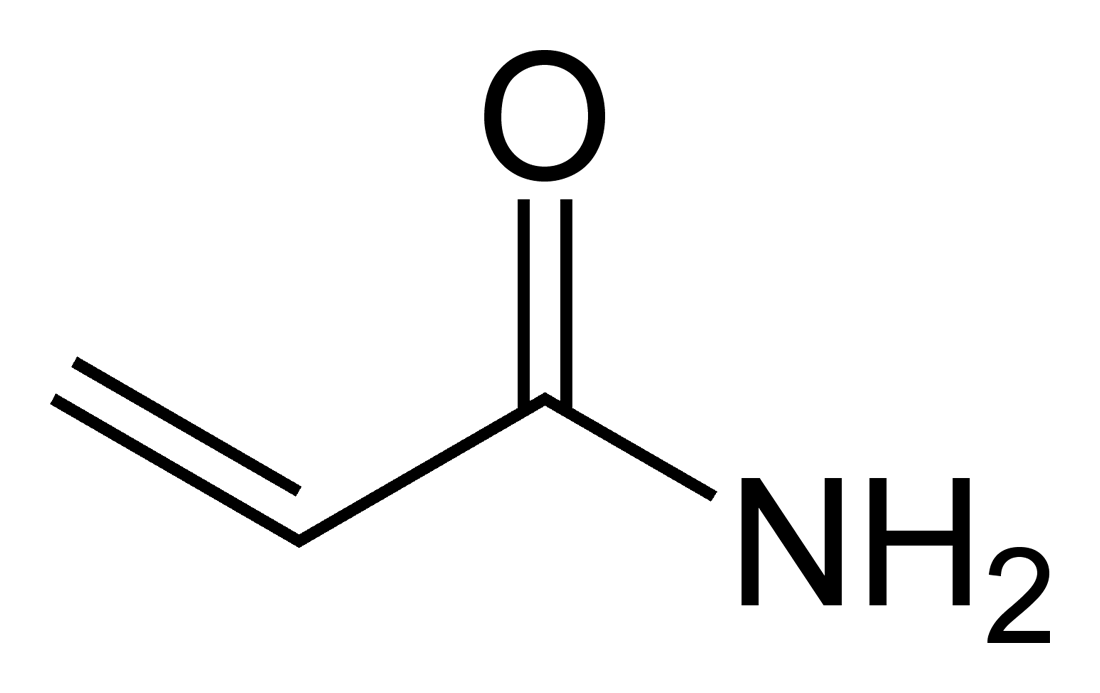
akrylamid, prekurzor polyakrylamidu
kyselina maleinová, příklad α,β-nenasyceného dikarbonylu
kyselina fumarová, izomer kyseliny maleinové
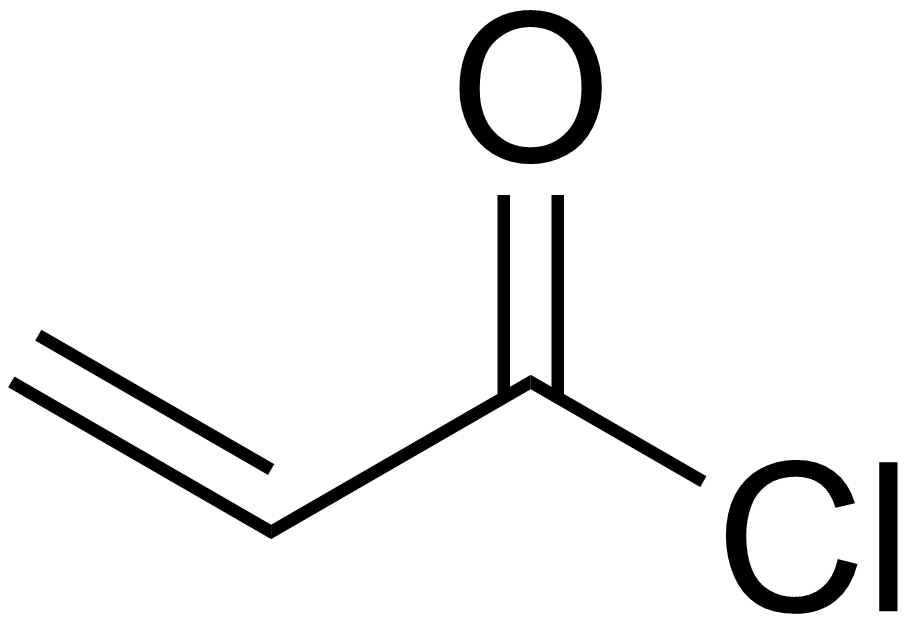
akryloylchlorid
chalkon

### Akryloylové sloučeniny

Vzorec akryloylové skupiny

Funkční skupina obsahující karbonyl navázaný na koncový alken se nazývá akryloyl (také akrylyl systematicky prop-2-enoyl), jedná se o acyl odvozený od kyseliny akrylové.

### α,β-nenasycené kyseliny, estery a amidy
K α,β-nenasyceným kyselinám patří sloučeniny obsahující karboxylové skupiny navázané na alkenové; nejjednodušším případem je kyselina akrylová (CH2=CHCO2H). Sloučeniny z této skupiny mohou být polymerizovány za vzniku polyakrylátových plastů; v produktech se akrylátové skupiny zpravidla nevyskytují. Karboxylové skupiny akrylových sloučenin mohou reagovat s amoniakem za vzniku akrylamidu, či s alkoholy na akrylátové estery, jako je methylakrylát. Akryloylové skupiny obsahují kyselina akrylová, její estery a amidové deriváty.
Jsou známy i α,β-nenasycené dikarbonylové sloučeniny; jejich základními molekulami jsou kyselina maleinová a její izomer, kyselina fumarová. Kyselina maleinová vytváří estery, imid, a anhydrid. Kyselina fumarová se, jako konjugovaná zásada fumarát, vyskytuje v citrátovém cyklu, který je důležitou součástí energetického metabolismu.

### Enony

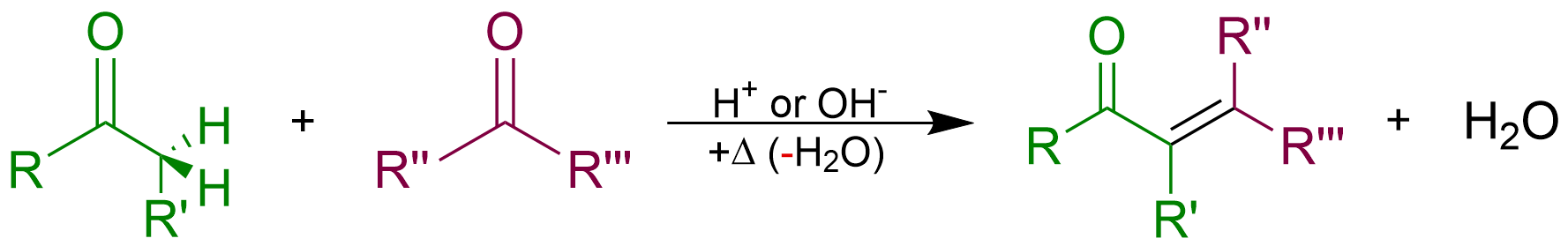
Obecný průběh aldolové kondenzace dvou karbonylových sloučenin

Enony nebo alkenony jsou α,β-nenasycené ketony. Nejjednodušším případem je methylvinylketon (butenon, CH2=CHCOCH3). Enony se nejčastěji vytvářejí aldolovými nebo Knoevenagelovými kondenzacemi. K významným enonům patří mesityloxid, dimer vzniklý kondenzací dvou molekul acetonu, a foron a izoforon, jež jsou trimery acetonu.
V Meyerových–Schusteových přesmycích se přeměňují propargylové alkoholy na α,β-nenasycené ketony; ty lze získat také selenoxidovými eliminacemi. Cyklické enony je možné připravit Pausonovými–Khandovými reakcemi.

### Příprava přes regiospecifické enoláty a maskované funkcionality

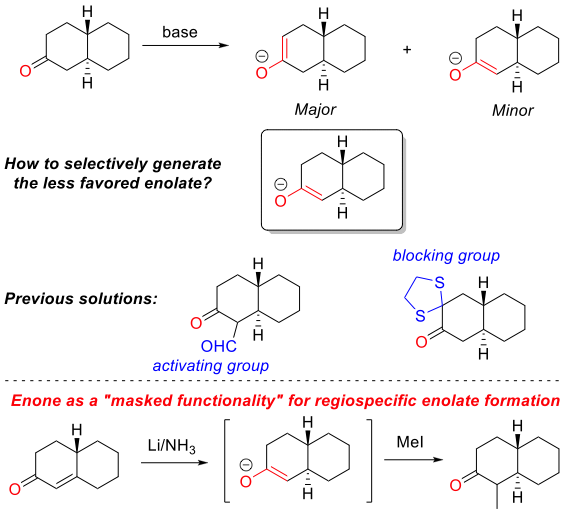
Regiospecifická příprava enolátu pomocí maskované funkcionality

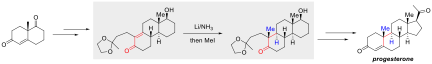
Využití regiospecifiké tvorby enolátu v totální syntéze progesteronu

Enoláty lze syntetizovat regioselektivně pomocí selektivní deprotonace na jednom z α-uhlíků výchozího ketonu; takovéto postupy mají využití v totálních syntézách, například při syntéze progesteronu.
Reakcemi ketonů se zásadami dochází k deprotonacím, které mohou proběhnout na kterémkoliv α-uhlíku. Selektivitu určují sterické a elektronové efekty na těchto α-uhlících a také vlastnosti použité zásady. Termodynamicky výhodnější je enolát obsahující nejkyselejší proton, přičemž tato vlastnost záleží na elektronové stabilizaci vzniklého aniontu. Selektivitu lze obrátit sterickým stíněním na termodynamickém produktu, které vede ke kineticky výhodné deprotonaci na druhém α-uhlíku. Regioselektivní tvorbu enolátů lze zprostředkovat pomocí elektronově aktivujících (například aldehydových) nebo stericky stínících skupin (například ketonů chráněných ethan-1,2-dithiolem).
K regioselektivnímu vytváření enolátů lze použít i enony, ty jsou zde vzhledem k enolátům maskovanými funkcionalitami. Tento postup popsal Gilbert Stork. Reakcí enonu s kovovým lithiem vzniká enolát na α-uhlíku enonu; vzniklý eolát je možné zachytit či alkylovat. S využitím maskovaných funkcionalit se dají připravovat enoláty, které nelze získat jinými postupy.
Maskované funkcionality se často používají v totálních syntézách přírodních látek, jako je progesteron, kde maskovaná funkcionalita slouží ke stereospecifické tvorbě jednoho z kvaternárních uhlíkových center.

### Enaly
Enaly nebo alkenaly jsou sloučeniny obsahující alkenové a aldehydové skupiny. U α,β-nenasycených enalů je alken konjugován s karbonylovou skupinou aldehydu. Nejjednodušším enalem je akrolein (CH2=CHCHO), dalšími sloučeninami z této skupiny jsou cis-hex-3-enal a cinamaldehyd.

Další
E-krotonaldehyd, enal vytvářející více izomerů
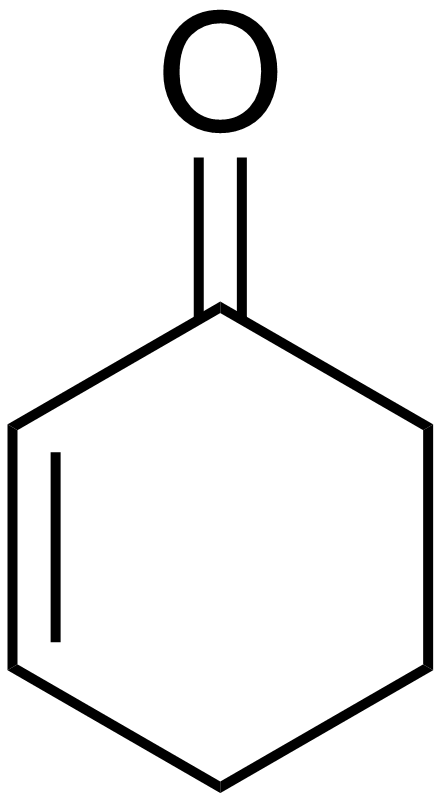
cyklohexenon, příklad cyklického enonu
testosteron, pohlavní hormon
cinamaldehyd
1,4-benzochinon, α,β-nenasycený karbonyl vykazující elektrofilitu
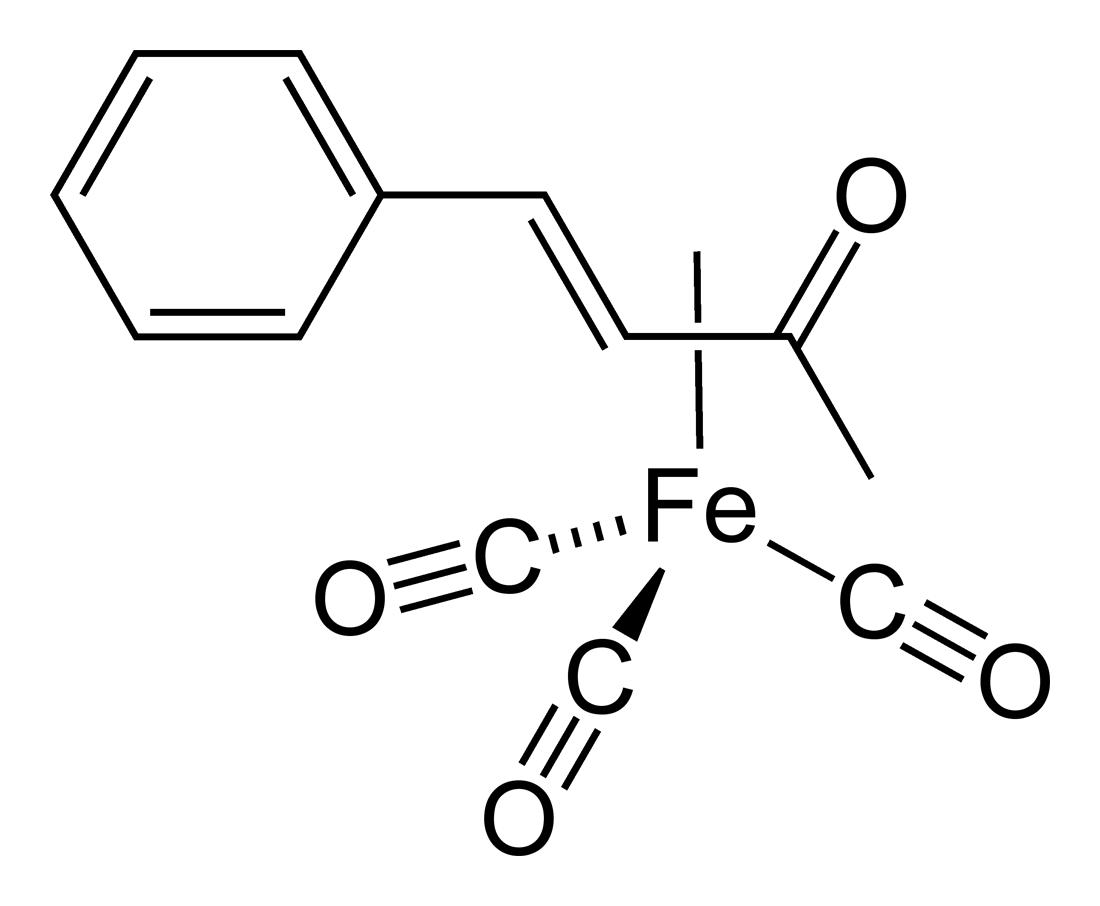
enonový komplex trikarbonylu železa

## Reakce
Alfa,beta-nenasycené karbonylové sloučeniny mají elektrofilní centra na karbonylových a na β-uhlících. Obě tato místa mohou být, v závislosti na podmínkách, atakována nukleofily. Adice na jejich alkenové skupiny jsou konjugované. Jedním z druhů konjugované adice je Michaelova reakce, která se používá na mimo jiné na průmyslovou výrobu isoforonu z mesityloxidu. Díky přítomnosti konjugovaných systémů mohou být mnohé α,β-nenasycené karbonyly polymerizovány; polymerizace je i nejčastějším způsobem průmyslového zpracování α,β-nenasycených karbonylových sloučenin. Elektrofilita jim dodává možnost využití alkenových skupin jako dienofilů v Dielsových–Alderových reakcích. α,β-nenasycené karbonyly lze aktivovat navazováním Lewisových kyselin na karbonylový kyslík.
Tyto sloučeniny jsou také vhodnými ligandy v komplexech, jako jsou trikarbonyl (benzylidenaceton)železa (Fe(bda)(CO)3) a tris(dibenzylidenaceton)dipalladium.
α,β-nenasycené karbonyly lze snadno hydrogenovat, a to jak na alkenu, tak i na karbonylovém kyslíku, případně na obou těchto skupinách.
Enony vstupují do Nazarovových cyklizací a Rauhutových–Currierových reakcí (kde se dimerizují).

## Thioestery s α,β-nenasycenými vazbami
Thioestery obsahující α,β-nenasycené vazby jsou meziprodukty několika enzymatických reakcí, například syntéz kumaroylkoenzymu A a krotonylkoenzymu A. Vznikají působením acyl-CoA dehydrogenáz, přičemž je nutná přítomnost flavinadenindinukleotidu (FAD) jako kofaktoru.

## Bezpečnost
Protože jsou α,β-nenasycené karbonylové sloučeniny elektrofily a alkylačními činidly, tak je řada z nich toxická. Před účinky toxických elektrofilů organismus přirozeně chrání peptid glutathion, podobné protialkylační účinky mohou mít i některá léčiva, jako jsou amifostin a N-acetylcystein.